# Non, je ne regrette rien
Non, je ne regrette rien (česky: Ne, ničeho nelituji) je francouzská píseň zkomponovaná Charlesem Dumontem s textem Michela Vaucaira. Roku 1959 ji nazpívala slavná šansoniérka Édith Piaf.

## Cover verze
Píseň byla nazpívána dalšími zpěváky:
- Shirley Bassey, (1965) – album Love Songs
- Bad Boys Blue, (1989) – v anglické verzi No Regrets – album The Fifth
- Half Man Half Biscuit, (1991) – v anglické verzi No Regrets – vydána jako singl
- La Toya Jackson, (1992) – album Formidable
- Mireille Mathieu, (1993) – album Mireille Mathieu chante Piaf
- Emmylou Harris, (1994) – v anglické verzi No Regrets – album Tribute to Edith Piaf
- Elaine Paige, (1994) – album Piaf
- Raquel Bitton, (1999) – v anglické verzi No Regrets – album The Golde Album
- Cássia Eller, (2001) – album Acústico
- Vicky Leandros, (2010) – v německé verzi Nein, ich bereue nichts – album Zeitlos
- Steve Riley and the Mamou Playboys, (2011) – album Grand Isle
- Dina Garipova, (2012) – zpívala v TV soutěži Голос (The Voice)
- Frances McDormandová, (2012) – zpívala ve filmu Madagaskar 3
- Rammstein, (2009) – refrén písně použit v písni Frühling in Paris – album Liebe ist für alle da

## Další jazykové verze
- Nej, jag ångrar ingenting (švédsky; 1961) – Anita Lindblom
- No dico no (italsky; 1961) – Dalida
- No me puedo quejar (španělsky; 1961) – Dalida
- Ne oplakujem (chorvatsky; 1962) – Tereza Kesovija
- Ne oplakujem (chorvatsky; 1964) – Ana Štefok
- Ne, ne žalim ni za čim (srbsky; 1964) – Lola Novaković
- Nej, jag ångrar ingenting (švédsky; 1966) – Gun Sjöberg
- Niczego nie żałuję (polsky; 2011) – Michał Bajor
- Nah de Nah (španělsky; 2012) – Javiera Mena
- Ne, ni mi žal (slovinsky; 2014) – Aleš Polajnar
- Nem, nem bánok semmit sem (maďarsky; 1972) – Kati Kovács
- Nem, nem bánok semmit sem (maďarsky) – Éva Vári

české coververze
- s původním francouzským textem ji v roce 1964 vydala na singlu Non, je ne regrette rien / Píseň pod polštář Judita Čeřovská. Později tuto originální verzi natočily Eva Novotná (1986), Zora Jandová (1995) a Hana Fialová (2016).
- pod názvem Jdou léta, jdou s textem Ronalda Krause ji v roce 1980 nazpívala Eva Olmerová
- pod názvem Já vás se ptám s vlastním textem ji v roce 2000 nazpívala Marta Balejová na albu Pocta Edith Piaf
- pod názvem Nelituj s textem Jiřího Dědečka ji v roce 2005 vydala Světlana Nálepková na stejnojmenném albu